# ۱۲ میمون
۱۲ میمون (به انگلیسی: 12 Monkeys) فیلمی در ژانر علمی تخیلی و نئو نوآر محصول ۱۹۹۵ از کشور ایالات متحده آمریکا و به کارگردانی تری گیلیام است که در ساخت آن از یکی از فیلم‌های کوتاه کریس مارکر با نام اسکله الهام گرفته‌است. در این فیلم بروس ویلیس، برد پیت، مادلین استو، کریستوفر پلامر و دیوید مورس حضور دارند.
این فیلم با ستایش انتقادی روبرو شد و ۱۶۸٫۸ میلیون دلار میلیون دلار در سراسر جهان فروش کرد. پیت نامزد دریافت جایزهٔ اسکار بهترین بازیگر نقش مکمل مرد شده و یک جایزهٔ گلدن گلوب را دریافت کرد. این فیلم همچنین موفق به کسب و نامزدی در رده‌های مختلف در جایزهٔ ساترن شد.

## داستان

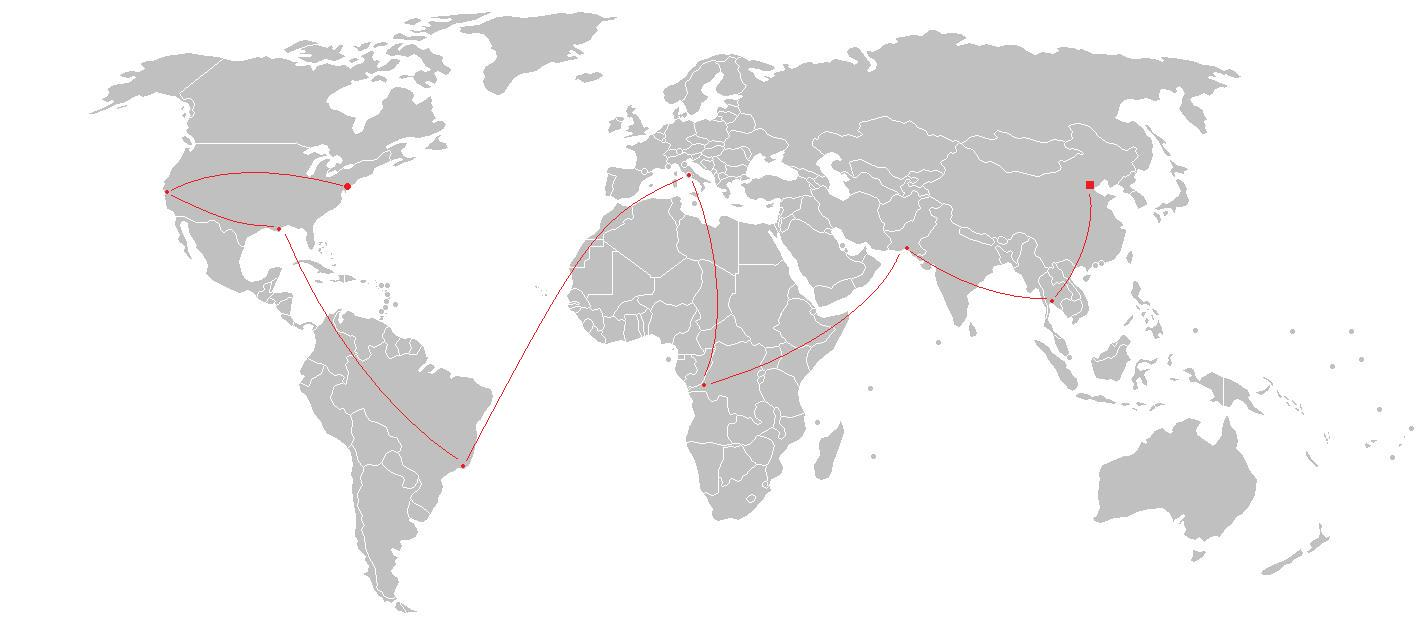
مسیر ویروس آخرالزمانی همانطور که در فیلم 12 میمون توضیح داده شده است.

در سال ۱۹۹۶ جهان به مکانی ناامن برای زندگی بشر تبدیل گشته؛ به طوری که بیش از ۵ میلیارد نفر بر اثر یک ویروس کشنده از بین رفته‌اند و یک درصد باقی‌مانده از انسان‌ها مجبورند برای در امان ماندن از مرگ؛ در زیر زمین زندگی کنند. در سال ۲۰۳۵ عده‌ای از دانشمندان برای یافتن راه حلی برای درمان این ویروس، زندانیان را به زمان گذشته می‌فرستند تا از نوع غیر جهش‌یافته ویروس‌ها اطلاعاتی را پیدا کنند. یکی از آن زندانیان جیمز کول (بروس ویلیس) برای انجام مأموریت در سال ۱۹۹۶ انتخاب می‌شود. او باید به جمع‌آوری اطلاعات دربارهٔ ویروس بپردازد؛ ویروسی که به عقیده دانشمندان توسط یک گروه تروریستی که به نام دوازده میمون شناخته می‌شوند؛ منتشر می‌شود. او برای نخستین بار به اشتباه به سال ۱۹۹۰ و به یک آسایشگاه روانی فرستاده می‌شود و در آنجا نخستین بار با یک دکتر روانپزشک به نام کاترین ریلی (مادلین استو) برخورد می‌کند که…